# Horst Budjuhn
Horst Budjuhn (né le 30 juillet 1910 à Bromberg, mort le 24 décembre 1985 à Locarno) est un écrivain et scénariste allemand.

## Biographie
Budjuhn, originaire de Prusse occidentale, vient à Berlin à 13 ans et étudie l'histoire allemande et littéraire pendant trois ans à partir de 1928. En 1931, il devient dramaturge dans des théâtres berlinois. En 1933, Budjuhn prend la direction du Renaissance-Theater. En 1935, il devient directeur littéraire de Gustav Kiepenheuer Bühnenvertrieb. En même temps, Budjuhn écrit ses premiers livres, des romans et des biographies.
En 1938, Budjuhn fait son premier travail pour le cinéma et participe au scénario de la comédie Le Chapeau florentin. Lorsque la Seconde Guerre mondiale éclate en 1939, il émigre en Suisse d'abord à Zurich puis Locarno en 1944 et y poursuit son travail cinématographique. En 1940, il travaille avec Richard Schweizer pour l'adaptation du roman de Gottfried Keller Les Lettres d'amour. Son scénario pour une adaptation cinématographique de la chanson anti-nazie Die Moorsoldaten est mis de côté dans une perspective de diplomatie avec le Troisième Reich. Après la fin de la guerre, Horst Budjuhn retourne régulièrement en Allemagne pour des missions de scénario et a une résidence secondaire à Munich.
Ses manuscrits pour les productions ouest-allemandes sont toujours des adaptations d'œuvres  littéraires : Eugène Labiche, Theodor Fontane, Emlyn Williams...  Sa version d’Effi Briest donne en 1955 Roses d'automne (de). L'année de sa mort, paraît la biographie de la femme qui servit de modèle Fontane nannte sie „Effi Briest“. Das Leben der Elisabeth von Ardenne. Budjuhn travaille aussi pour la radio.

## Filmographie
- 1939 : Le Chapeau florentin
- 1939 : L'Inspecteur Studer
- 1940 : Fräulein Huser
- 1940 : Les Lettres d'amour
- 1941 : Romeo und Julia auf dem Dorfe
- 1942 : Gens qui passent
- 1942 : Steibruch
- 1942 : Jeunes Filles d'aujourd'hui
- 1952 : L'Auberge du Cheval-Blanc
- 1954 : Meines Vaters Pferde I. Teil Lena und Nicoline (de)
- 1954 : Meines Vaters Pferde II. Teil Seine dritte Frau (de)
- 1955 : Roses d'automne (de)
- 1958 : Les Chiens sont lâchés
- 1962 : Das Leben beginnt um acht (de)
- 1963 : Die Legende vom heiligen Trinker (TV)
- 1963 : Die zwölf Geschworenen (TV)
- 1968 : Der vielgeliebte Herr Brotonneau (TV)
- 1981 : Die Baronin (Fernsehspiel)